# ریوسوکه مادا
ریوسوکه مادا (انگلیسی: Ryosuke Maeda؛ زادهٔ ۲۷ آوریل ۱۹۹۴) بازیکن فوتبال اهل ژاپن است.
از باشگاه‌هایی که در آن بازی کرده‌است می‌توان به باشگاه فوتبال ویسل کوبه اشاره کرد.